# Вахнюк, Борис Савельевич
Бори́с Саве́льевич Вахню́к (16 октября 1933 — 2 июня 2005) — советский и российский поэт, бард, журналист, киносценарист.

## Биография
Родился в 1933 году в селе Гришки Волковинецкого района Каменец-Подольской области Украинской ССР.
Окончил Московский государственный педагогический институт имени В. И. Ленина по специальности «преподаватель русского языка и литературы» (1959).
В 1959 году его песню "Глаза" часто напевал для мхатовцев студент Школы-Студии МХАТ Владимир Высоцкий.
В 1964—1968 годах — корреспондент радиостанции «Юность»; в 1968—1978 годах — корреспондент звукового журнала «Кругозор»
В 1967 году во время работы на радиостанции «Юность» у Бориса Вахнюка возник роман с будущей звездой советской эстрады Аллой Пугачёвой, тогда ещё совсем юной девушкой, начинающей певицей. Вахнюк и Пугачёва вместе с другими сотрудниками «Юности» ездили с концертами в разные районы страны, выступали перед нефтяниками, колхозниками. Роман вскоре угас, однако примадонна сохранила тёплые дружеские отношения с Борисом Вахнюком, исполняла некоторые его песни («Терема» (1986), «Бежала голову сломя» (1993), «Успокой» (1997)). Алла Пугачёва даже ходатайствовала впоследствии перед мэром Москвы о выделении квартиры для семьи Бориса Вахнюка.
Автор текстов к выпускам киножурнала «Хочу всё знать». Режиссёр документального кино (участвовал в создании около 200 фильмов на разных киностудиях). Снял фильм о музыкальном коллективе «Редкая Птица», исполняющем авторскую песню, чем весьма способствовал его продвижению.
В конце 60-х был ведущим популярной телепередачи «Алло, мы ищем таланты». В течение многих лет вёл встречи с исполнителями авторской песни в ЦДРИ.
Член Союза журналистов СССР, затем Союза журналистов России.
Мастер спорта СССР по футболу.

## Гибель
2 июня 2005 года погиб, попав под машину. Похоронен на Кузьминском кладбище в Москве.
Алла Пугачёва пришла проститься с Борисом Вахнюком в зал ЦДРИ, где проходила гражданская панихида после его трагической гибели.

## Семья
Жена Ирина.
Дети: Олеся, Татьяна, Николай (1988 г.р.). Полина (1995—2005) и Серафима (1998—2005) погибли вместе с отцом. Дочь Татьяны, Варвара Краминова, выступает в группах Хадн Дадн и Созвездие Отрезок.

## Творческая деятельность
Песни писал с 1955 года на свои стихи. Первая песня «Проводница» написана в 1955 году совместно с Игорем Скляровым. Самые популярные песни — «Зеленоватые глаза» (в обиходе песню часто называют «Зеленоватые слегка»), «Мы, честь по чести говоря…», «Друзьям» («Давайте собираться у стола…»). Песни Вахнюка пели известные исполнители: Владимир Высоцкий, Алла Пугачёва, Нани Брегвадзе, Муслим Магомаев, Иосиф Кобзон, Людмила Зыкина, Владимир Трошин, Владислав Лынковский. Песня «Терема» (музыку к которой написала Пугачёва) звучит в фильме «Пришла и говорю» и одноимённом альбоме, вышедшем год спустя.
Вахнюк был лауреатом конкурсов туристской песни I и II Всесоюзных походов молодежи в Бресте (1965) и в Москве (1966). Активный участник и член жюри Грушинского и Ильменского фестивалей авторской песни. (На I, V, VI и VII Ильменских фестивалях — председатель жюри.)
Около двадцати лет писал песни для пьес студенческого театра МГПИ.

## Песни Бориса Вахнюка
- 21 июня
- Автоэпитафия
- Азиатский мотив
- А если что и сохранится…
- А кто сказал, что осень — это время?..
- А тогда мне исполнилось восемь…
- А ты замечала, как мы…
- Бегал рыжий ветер по столице…
- Берег
- Бой
- Брестская крепость, 1965 год
- Было все на своих местах…
- В кольце Жигулей
- Вера
- Влюблённый турист
- Вода
- Возвращение
- Вопрос — ответ. От века…
- Вот молния — рыжий пучок саксаула…
- Выбор
- Где покой? Идёт война…
- Гене Васильеву
- Глаза
- Два дома
- Дверь, открытая не по стуку…
- Двое — он и она…
- Двое в мире
- Доброта
- Дочери Олесе
- Друзьям
- Единственный выход
- Если ещё не темно…
- Жить терпимо или плохо, чем похожи ад и рай…
- Зеленоватые глаза
- И через день, и через год…
- Как жизнь, небесконечен этот круг…
- Как зыбки связи между тем — и этим…
- Какая в мире пустота!..
- Какие были времена…
- Какой эта птичка прощальной породы?..
- Кончатся летние грозы…
- Крылья
- Между летом и зимой
- Мертвая зыбь на Куйбышевском море
- Мы шагали по росе…
- Мы, честь по чести говоря…
- На лес упала пелена…
- На службе, на пирушке и в уличной толпе…
- Нам было холодней день ото дня…
- Не вечно все под облаками…
- Немыслимый, желанный чертов круг…
- Нет, обещаний не ждала…
- Ну вот уже и лету вышел срок…
- Ну что с того, что у живых селений…
- О, пестрые краски перрона!..
- Оборонная тропа (Защитникам Марухского перевала)
- Опять ко мне приходят вечерами…
- От волн чубатых и до дна…
- От Рождества Христова… (музыка Д. Бикчентаева)
- Памяти барда Сергея Стеркина
- Песенному фестивалю памяти Валерия Грушина
- Песня бывшего туриста
- Песня об отце
- Письмо из Фрунзе
- Поединок
- Полгода туристы меня вербовали…
- Послушай, эти сети непрочны…
- Постойте, а Вы видели…
- Природа парадоксам научилась…
- Природа, как струна, напряжена…
- Свобода
- Сговорились, повстречались — по рукам!..
- Сиянье всех икон…
- Скребнуло днище о песок…
- Слепой паяц
- Снег в сентябре
- Солдатские сны
- Старый вратарь
- Стоит мой дом на Сучьем болоте…
- Считаю от любви. Не от Адама с Евой…
- Так было, было… Значит, повторится…
- Так было. Кончилась война…
- Так и цепляю — год за год…
- Так что это было?..
- Татарская гармошка
- Терема
- То в сторонке от нежных обид…
- Трубач (на слова Г.Остера)
- Ты меня к себе не примеряй…
- Ты очень любишь, судя по всему…
- У тебя в словаре появилось…(на слова А.Круппа)
- Улетаю от любви…
- У самого синего неба
- Уставший бить бумажных тигров…
- Храмы (триптих)
- Что-то, в общем, не так вышло…
- Что за сон мне снится странный…
- Это — так. Всему конец есть на свете…
- Это было похоже на сон…
- Я здесь не гость. Со мною делят яства…

## Дискография
- Борис Вахнюк (в серии «Российские барды»), магнитоальбом и компакт-диск, 28 треков, студия «Moroz Records», 2000 год.
- «Песня моряков» в сборнике «Время наших песен» (часть 1), студия «Московские окна», 1998
- «Проводница» в сборнике «Любимые песни дяди Толи», студия «STM Records», 2000

## Публикации
- До востребования. / сборник стихотворений. — Одесса: «Вариант», 1992.
- Терема. / сборник очерков. — «Вердана», 2009. — ISBN 978-5-901439-39-5